# Mouralia cossoides
Mouralia cossoides là một loài bướm đêm trong họ Noctuidae.